# RationalWiki
RationalWiki je spletna enciklopedija, ki deluje na pogonu wiki. Osredotočena je na "raziskave avtoritarianizma in fundamentalizma, izpodbijanja protiznanstvenih in crank idej (neologizem za neobičajno prepričanje, ki ga določena oseba razširja) ter analiziranju načina, na katerega so te teme obravnavane v javnosti." Nastala je kot protiutež Conservapedii.